# Сан Валентино (Верона)
Сан Валентино је насеље у Италији у округу Верона, региону Венето.
Према процени из 2011. у насељу је живело 8 становника. Насеље се налази на надморској висини од 765 м.